# Diaglyptella trisulcata
Diaglyptella trisulcata là một loài tò vò trong họ Ichneumonidae.